# Leaving (EP)
Pour les articles homonymes, voir Leaving.
Albums de Skrillex
Bangarang
(2011) Recess
(2014)
Leaving est le sixième extended play (EP) du producteur de musique électronique américain Skrillex ,. Il est sorti le 2 janvier 2013, exclusivement aux membres de The Nest (service d'abonnement d'OWSLA). Les trois pistes ont été également mises en ligne via la chaîne YouTube officielle de Moore le jour suivant. La chanson Scary Bolly Dub avait déjà été jouée en direct et circulait déjà sur Internet depuis environ un an avant d'être officiellement publiée. Une version remixée apparaît aussi sur la compilation Caspa Presents Dubstep Sessions 2012 . La chanson utilise un sample des pistes Scary Monsters and Nice Sprites et Fucking Die 1, parues en 2010. Dans un message personnel adressé aux membres The Nest, Moore a dit   : « j'utilisais la chanson plutôt comme un outil de DJ, mais je voulais que vous l'ayez tous » . La chanson-titre a été conçue dans la chambre d'hôtel de Moore au Mexique. The Reason a été terminée une heure avant la sortie de l'album dans la chambre d'hôtel de l'artiste à Miami .

## Développement
Concernant Leaving, Skrillex a déclaré : « J’ai composé Leaving dans ma chambre d’hôtel à Mexico et j’ai fini le titre The Reason il y a une heure dans ma chambre à Miami. Je présume qu’il s’agit seulement d’une réflexion sur mes sensations en ce moment ». Pour Quozzy, Skrillex avait plutôt habitué le public à « des productions relativement insipides, répétitives, voire sans intérêt. Seulement aujourd’hui, nous nous retrouvons face à un EP différent, un peu plus recherché, et qui sera beaucoup plus apprécié du grand public » .

## Liste des pistes
| No | Titre           | Durée |
| -- | --------------- | ----- |
| 1. | The Reason      | 4:17  |
| 2. | Scary Bolly Dub | 3:39  |
| 3. | Leaving         | 4:46  |